# 沈集镇
沈集镇，是中华人民共和国湖北省荆门市沙洋县下辖的一个乡镇级行政单位。

## 行政区划
沈集镇下辖以下地区：
沈集社区居民社区、公坪村、乐山村、彭堰村、双庙村、帅店村、郑岗村、柴岗村、林院村、黄堰村、公场村、罗集村、万店村、向岗村、黄坪村、刘集村、王田村、丁坪村、鄢岗村、唐店村、姚坪村、港湾村、凤桥村和雨林村。